# Alex Higgins
Pour les articles homonymes, voir Higgins.
Alexander Gordon « Alex » Higgins (18 mars 1949 – 24 juillet 2010) est un joueur professionnel de snooker, originaire d’Irlande du Nord. Il fut par deux fois champion du monde (en 1972 et 1982) et deux fois finaliste. Higgins a également remporté les championnats du monde en double avec Jimmy White, et trois fois la coupe du monde avec l’équipe « All Ireland ». Higgins fut surnommé « Hurricane Higgins » (« L’Ouragan Higgins ») à cause de la vitesse de son jeu. Il fut également connu comme « The People’s Champion » (le « champion du peuple ») de par sa grande popularité au sein du public.
Higgins est souvent crédité pour avoir amené le snooker vers une audience plus large, et pour avoir contribué à son pic de popularité dans les années 1980. D'après Ronnie O'Sullivan, la popularité de Alex Higgins a permis au snooker de se développer, ce qui est encore le cas aujourd'hui.
Higgins avait la réputation d’être une personne au caractère difficile et imprévisible. Grand fumeur, il avait également un grand penchant pour la boisson et les jeux de paris. Il admettra aussi avoir consommé de la cocaïne et de la marijuana.
Diagnostiqué d’un cancer à la gorge en 1998, Higgins est retrouvé sans vie dans sa maison de Belfast le 24 juillet 2010.

## Biographie

### Jeunesse
Alex Higgins nait à Belfast, et a trois sœurs. Il commence à jouer au snooker à l’âge de 11 ans, principalement au Jampot Club, un petit pub situé dans son quartier natal de Sandy Row (en) (sud de Belfast), et plus tard au YMCA de Belfast. À 14 ans et pesant seulement 47,6 kg, il part pour l’Angleterre pour entamer une carrière de jockey. Cependant, il ne peut continuer dans cette voie, sa consommation de Guinness et de chocolat l’ayant rendu trop lourd pour espérer remporter des courses. Il retourne donc à Belfast, et se remet à jouer au snooker. En 1965, à 16 ans, il effectue son premier score maximum (147 points). En 1968, il remporte le « All-Ireland and Northern Ireland Amateur Snooker Championships » (le championnat de snooker amateur réunissant les joueurs d’Irlande et d’Irlande du Nord).

### Titres mondiaux
Higgins passe professionnel à l’âge de 22 ans, et remporte le Championnat du monde à sa première participation en 1972, contre John Spencer (score final 37-32). Higgins devint dès lors le plus jeune vainqueur du championnat du monde, titre qu’il détiendra jusqu’en 1990, lorsque Stephen Hendry, alors 21 ans, lui subtilisera cet honneur.
En avril 1976, Higgins atteint de nouveau le stade de la finale, et affronte Ray Reardon. Higgins mène 11 manches à 9, mais Reardon parvient à réaliser 4 breaks de plus de 100 points, et six breaks de plus de 60 points, et remporte le cinquième titre de sa carrière sur le score de 27-16. Higgins sera de nouveau finaliste en 1980 face à Cliff Thorburn, finale qu’il perdra 18-16, après avoir mené 9-5.
En 1982, Higgins remporte son deuxième titre mondial en battant le même Reardon, sur le score de 18-15 (avec un break dans la dernière manche de 135 points). Ce fut à la fois une victoire professionnelle et personnelle pour lui. Il échoua lors de la saison 82/83 à devenir numéro 1 mondial, des sanctions disciplinaires prises à son encontre lui ayant retiré des points au classement final,.

### Autres victoires
Tout au long de sa carrière, Higgins a remporté pas moins de 20 autres titres, le plus prestigieux d’entre eux est le titre obtenu lors du championnat du Royaume-Uni (« UK Championship ») en 1983. Lors de cette finale, il est mené 7-0 par Steve Davis, avant de produire une spectaculaire remontée pour gagner 16-15. Il remporte deux fois l’édition des Masters, en 1978 et 1981, s’imposant respectivement face à Cliff Thorburn et Terry Griffiths. 1989 verra son triomphe à l’Irish Masters, face au tout jeune Stephen Hendry.

### Retraite
Après son retrait de la scène professionnelle, Higgins passe la plupart de son temps à jouer en Irlande du Nord pour de faibles sommes d’argent. Il fait deux apparitions en 2005 et 2006 au championnat professionnel d’Irlande, mais ne peut dépasser le stade du premier tour, respectivement battu par Garry Hardiman et Joe Delaney.
Le 12 juin 2007, Higgins est accusé d’avoir agressé un arbitre lors d’un match de charité dans le nord-est de l’Angleterre. Il retrouvera cependant le milieu professionnel cette même année, en participant de nouveau au championnat professionnel d’Irlande, organisé au Spawell Club de Dublin. Mais il sera battu très sèchement 5 manches à 0 lors du premier tour face à Fergal O'Brien.
Higgins continue de jouer régulièrement, et aime « escroquer » pour un peu d’argent les joueurs occasionnels des clubs d’Irlande du Nord. En mai 2009, il s’inscrit pour le championnat amateur d’Irlande du Nord, mais ne participera pas à son premier match.
Le 8 avril 2010, Higgins prend part à la tournée des légendes du snooker (« Snooker Legends Tour ») qui se déroule au théâtre du Crucible de Sheffield, et ce après avoir fait des analyses deux jours auparavant le déclarant atteint de pneumonie et de problèmes respiratoires. Il apparait aux côtés d’anciennes gloires, comme John Parrott, Jimmy White, John Virgo et Cliff Thorburn.
On estime que Higgins a remporté entre 3 et 4 millions de livres sterling au cours de sa carrière professionnelle.

## Style de jeu
Sa vitesse autour de la table, sa capacité à blouser des billes à un rythme soutenu ainsi que son style flamboyant ont permis à Higgins d’acquérir le surnom de Hurricane Higgins (« L’Ouragan Higgins »). Sa technique est très inhabituelle par rapport aux autres joueurs, en ce sens qu’elle inclut de nombreux mouvements de torsion du corps lors de la frappe et une posture généralement plus haute que la plupart des professionnels.
Le break de 69 points, réalisé sous pression face à Jimmy White dans l’avant-dernière manche de la demi-finale du championnat du monde 1982, résume à lui seul de l’ensemble son style. Higgins était mené 59 points à 0, mais il parvint à vider la table, obligé de produire des coups de haute technicité, principalement dû à un replacement pour le coup suivant approximatif. Interrogé sur ce break, l’ancien champion du monde Dennis Taylor considère que le coup en trois quarts sur la bille bleue pour l’empocher dans le trou de la verte était mémorable, non pas seulement par la difficulté technique du coup, mais également par le fait d’autoriser Higgins à continuer son break et à garder White hors jeu, l’empêchant ainsi de remporter la manche. En blousant la bleue, Higgins parvint à donner en même temps un effet extrême de côté sur la blanche, et grâce à l’intervention de la bande latérale, il put aisément se replacer dans la zone des billes rose et noire. Dennis Taylor admettra qu’il pourrait jouer ce coup cent fois sans jamais arriver à se repositionner de la même manière que Higgins.
Higgins avait l’habitude de boire de l’alcool et de fumer beaucoup pendant les tournois, comme le faisait d’ailleurs la plupart des joueurs de l’époque, des pratiques encouragées par les fabricants de cigarettes. Sa personnalité lunatique l’entraînait régulièrement dans des disputes, voire des combats, autour et en dehors de la table de snooker. Le plus sérieux de ces accrochages intervint lorsqu’il donna un coup de tête à un arbitre lors du championnat du Royaume-Uni en 1986. Il reçut une amende de 12 000 £ de la part de la fédération, en plus des 250 £ réclamés au tribunal, et fut suspendu pour cinq tournois.
Une autre frasque se déroula lors du championnat du monde en 1990. Après avoir été battu lors du premier tour par Steve James, il frappa à l’abdomen un organisateur du tournoi, Colin Randle, avant le début d’une conférence de presse à laquelle il devait annoncer sa retraite sportive. Ceci, ajouté aux menaces proférées à l’encontre de Dennis Taylor, lui valut d’être exclu pour l’ensemble de la saison.

## En dehors du snooker
Lors de son triomphe au championnat du monde 1972, Higgins ne possédait pas de résidence permanente, et selon ses dires, aurait vécu à Blackburn dans une allée de maisons abandonnées en attente d’être démolies. En une semaine, il a changé cinq fois de maison, toutes dans la même rue, au fur et à mesure de l’avancement de la démolition.
L'année 1975 voit la naissance de son fils, Chris Delahunty. Higgins s’est marié une première fois avec Cara Hasler (d’origine australienne) en avril 1975. De cette union naquit une fille, Christel. Cependant le mariage ne tient pas et le couple divorce peu de temps après. En 1980, Alex se marie une seconde fois avec Lynn Avison. Ils auront une fille, Lauren (née en 1980), et un garçon, Jordan (né en 1983). Ils divorcèrent en 1985. Dans la même année, Higgins débute sa relation avec Siobhan Kidd, qui se terminera en 1989, après qu’il a frappé cette dernière avec un sèche-cheveux.
Il eut une longue amitié avec Oliver Reed, et était très proche de Jimmy White, avec qui il jouait régulièrement lors de matches d’exhibition.
Bien que peu reconnu pour son aspect philanthropique, Higgins aida, en 1983, un de ses jeunes fans de la banlieue de Manchester, dans le coma depuis deux mois. Ses parents, désespérés face à la situation, décidèrent d’écrire au joueur. Ce dernier, en retour, enregistra un discours sur cassette lui souhaitant un prompt rétablissement, et l’envoya au garçon. Il lui rendit visite un peu plus tard directement à l’hôpital, et lui promit que dès qu’il se sentirait mieux, ils iraient jouer ensemble une partie de snooker. Tenant sa parole, quand l’enfant sortit de l’hôpital, le match eut lieu.
En 1996, Higgins fut accusé de l’agression d’un garçon de 14 ans. En 1997, son amie du moment, Holly Haise, le poignarda à trois reprises lors d’une violente dispute.
En 2007 il publie son autobiographie, From the Eye of the Hurricane : My Story (« Dans l’œil du cyclone : mon histoire »).

## Maladie et décès
Pendant la majeure partie de sa vie adulte, Higgins fumait jusqu'à 60 cigarettes par jour. En 1994 et 1996, des tumeurs cancéreuses lui furent retirées de la bouche. En juin 1998, les médecins lui annoncent qu’il est atteint d'un cancer à la gorge. Le 13 octobre de cette même année, il devra subir une opération chirurgicale.
Depuis 2009, Higgins vivait reclus dans une caravane. Et au printemps 2010, il fut atteint de pneumonie. En avril 2010, ses amis décidèrent de créer une campagne de soutien pour récolter les quelque 20 000 £ nécessaires pour des implants dentaires, lui permettant ainsi de manger à nouveau correctement et de reprendre du poids. Higgins avait perdu la plupart de ses dents lors des séances intensives de chimiothérapies nécessaires au traitement de son cancer. Il se nourrissait exclusivement d’aliments liquides, et était devenu dépressif. Cependant, malgré sa maladie, il continua de fumer et de boire jusqu’à la fin de sa vie.
À sa mort, Higgins ne pesait plus que 38 kg. Il fut trouvé sur son lit le 24 juillet 2010, dans sa maison sur Donegall Road, à Belfast. La cause du décès est une combinaison de malnutrition, de pneumonie, de bronchite, et des suites de son cancer à la gorge. 

## Chronologie de sa carrière sportive
| Tournoi - Saison           | 1971-1972 | 1972-1973 | 1973-1974 | 1974-1975 | 1975-1976 | 1976-1977 | 1977-1978 | 1978-1979 | 1979-1980 | 1980-1981 | 1981-1982 | 1982-1983 | 1983-1984 | 1984-1985 |
| -------------------------- | --------- | --------- | --------- | --------- | --------- | --------- | --------- | --------- | --------- | --------- | --------- | --------- | --------- | --------- |
| Championnat du Royaume-Uni | NT        | NT        | NT        | NT        | NT        | NT        | SF        | SF        | QF        | F         | QF        | F         | G         | F         |
| Masters                    | NT        | NT        | NT        | QF        | QF        | SF        | G         | F         | F         | G         | SF        | 1T        | QF        | QF        |
| Championnat du monde       | G         | SF        | QF        | SF        | F         | 1T        | 1T        | QF        | F         | 2T        | G         | SF        | 1T        | 2T        |

| Tournoi - Saison           | 1985-1986 | 1986-1987 | 1987-1988 | 1988-1989 | 1989-1990 | 1990-1991 | 1991-1992 | 1992-1993 | 1993-1994 | 1994-1995 | 1995-1996 | 1996-1997 | 1997-1998 |
| -------------------------- | --------- | --------- | --------- | --------- | --------- | --------- | --------- | --------- | --------- | --------- | --------- | --------- | --------- |
| Championnat du Royaume-Uni | 2T        | SF        | 2T        | 1T        | 1T        | A         | DQ        | DQ        | DQ        | 2T        | DQ        | DQ        | DQ        |
| Masters                    | 1T        | F         | QF        | A         | TR        | A         | DQ        | DQ        | DQ        | A         | DQ        | A         | A         |
| Championnat du monde       | 2T        | 2T        | 1T        | DQ        | 1T        | A         | DQ        | DQ        | 1T        | DQ        | DQ        | DQ        | A         |

| Légende | Légende                                 | Légende | Légende                                                             |
| ------- | --------------------------------------- | ------- | ------------------------------------------------------------------- |
| DQ      | Défaite lors des tours de qualification | #T      | Défaite dans les premiers tours du tournoi (TR = tour de repêchage) |
| QF      | Atteint les quarts de finale            | SF      | Atteint les demi-finales                                            |
| F       | Finaliste                               | G       | Remporte le tournoi                                                 |
| NT      | Le tournoi n'a pas eu lieu              | A       | N'a pas participé au tournoi                                        |

## Palmarès
| Légende | Catégorie                      | Titres                         | Finales                        |
|         | Tournois classés               | 1                              | 5                              |
|         | Tournois non classés           | 24                             | 23                             |
|         | Tournois par équipes           | 5                              | 1                              |
|         | Tournois pro-am                | 1                              | 1                              |
|         | Tournois amateurs              | 2                              | 1                              |
| Gras    | Tournois de la triple couronne | Tournois de la triple couronne | Tournois de la triple couronne |

### Titres
| Saison    | Nom du tournoi                                      | Lieu            | Finaliste                    | Score               | Tableau |
| 1968      | Championnat d'Irlande du Nord amateur               | Irlande du Nord | Maurice Gill                 | 4-1                 |         |
| 1968      | Championnat d'Irlande amateur                       | Irlande         | Gerry Hanway                 | 4-1                 |         |
| 1971-1972 | Championnat d'Irlande                               | Belfast         | Jackie Rea                   | 28-12               | Tableau |
| 1971-1972 | Championnat du monde                                | Birmingham      | John Spencer                 | 37-32               | Tableau |
| 1971-1972 | Men of the Midlands                                 | Angleterre      | John Spencer                 | 4-2                 | Tableau |
| 1972-1973 | Tournoi de Stratford                                | Wootton Wawen   | John Spencer                 | 6-3                 | Tableau |
| 1972-1973 | Men of the Midlands (2)                             | Angleterre      | Ray Reardon                  | 4-2                 | Tableau |
| 1974-1975 | Open Watney                                         | Leeds           | Fred Davis                   | 17-11               | Tableau |
| 1974-1975 | International Ladbroke                              |                 | Angleterre                   | +113 (score cumulé) | Tableau |
| 1975-1976 | Open du Canada                                      | Toronto         | John Pulman                  | 15-7                | Tableau |
| 1975-1976 | Masters des clubs canadiens                         | Leeds           | Ray Reardon                  | 6-4                 | Tableau |
| 1976-1977 | Tournoi d'Irlande Benson & Hedges                   | Dublin          | Ray Reardon                  | 5-3                 | Tableau |
| 1976-1977 | Tournoi Pontins pro-am (printemps)                  | Prestatyn       | Terry Griffiths              | 7-4                 | Tableau |
| 1977-1978 | Open du Canada (2)                                  | Toronto         | John Spencer                 | 17-14               | Tableau |
| 1977-1978 | Championnat d'Irlande (2)                           | Belfast         | Dennis Taylor                | 21-7                | Tableau |
| 1977-1978 | Masters                                             | Londres         | Cliff Thorburn               | 7-5                 | Tableau |
| 1977-1978 | Championnat d'Irlande (3)                           | Belfast         | Patsy Fagan                  | 21-13               | Tableau |
| 1978-1979 | Classique Tolly Cobbold                             | Ipswich         | Ray Reardon                  | 5-4                 | Tableau |
| 1978-1979 | Championnat d'Irlande (4)                           | Belfast         | Patsy Fagan                  | 21-12               | Tableau |
| 1979-1980 | Tournoi international Padmore Super Crystalate      | West Bromwich   | Perrie Mans                  | 4-2                 | Tableau |
| 1979-1980 | Classique Tolly Cobbold (2)                         | Ipswich         | Dennis Taylor                | 5-4                 | Tableau |
| 1979-1980 | British Gold Cup                                    | Derby           | Ray Reardon                  | 5-1                 |         |
| 1979-1980 | Tournoi Pontins Camber Sands                        | Rye             | Dennis Taylor                | 9-7                 | Tableau |
| 1980-1981 | Masters (2)                                         | Londres         | Terry Griffiths              | 9-6                 | Tableau |
| 1981-1982 | Championnat du monde (2)                            | Sheffield       | Ray Reardon                  | 18-15               | Tableau |
| 1982-1983 | Championnat d'Irlande (5)                           | Belfast         | Dennis Taylor                | 16-11               | Tableau |
| 1983-1984 | Championnat du Royaume-Uni                          | Preston         | Steve Davis                  | 16-15               | Tableau |
| 1984-1985 | Championnat du monde par équipes (avec Jimmy White) | Northampton     | Cliff Thorburn Willie Thorne | 10-2                | Tableau |
| 1984-1985 | Coupe du monde                                      | Bournemouth     | Angleterre                   | 9-7                 | Tableau |
| 1985-1986 | Coupe du monde (2)                                  | Bournemouth     | Canada                       | 9-7                 | Tableau |
| 1986-1987 | Coupe du monde (3)                                  | Bournemouth     | Canada                       | 9-2                 | Tableau |
| 1988-1989 | Championnat d'Irlande (6)                           | Antrim          | Jack McLaughlin              | 9-7                 | Tableau |
| 1988-1989 | Masters d'Irlande                                   | Kill            | Stephen Hendry               | 9-8                 | Tableau |

### Finales perdues
| Saison    | Nom du tournoi                        | Lieu            | Vainqueur       | Score | Tableau |
| 1969      | Championnat d'Irlande du Nord amateur | Irlande du Nord | Dessie Anderson | 0-4   |         |
| 1971-1972 | Tournoi Park Drive 2000 (printemps)   | Angleterre      | John Spencer    | 3-4   | Tableau |
| 1972-1973 | Tournoi Park Drive 2000 (automne)     | Angleterre      | John Spencer    | 3-5   | Tableau |
| 1974-1975 | Tournoi d'Irlande Benson & Hedges     | Dublin          | John Spencer    | 8-9   | Tableau |
| 1975-1976 | Tournoi d'Irlande Benson & Hedges (2) | Dublin          | John Spencer    | 0-5   | Tableau |
| 1975-1976 | Championnat du monde                  | Manchester      | Ray Reardon     | 16-27 | Tableau |
| 1976-1977 | Open du Canada                        | Toronto         | John Spencer    | 9-17  | Tableau |
| 1977-1978 | Coupe Dry Blackthorn                  | Londres         | Patsy Fagan     | 2-4   | Tableau |
| 1978-1979 | Champion des champions                | Londres         | Ray Reardon     | 9-11  | Tableau |
| 1978-1979 | Masters                               | Londres         | Perrie Mans     | 4-8   | Tableau |
| 1979-1980 | Classique de snooker                  | Manchester      | John Spencer    | 3-4   | Tableau |
| 1979-1980 | Masters (2)                           | Londres         | Terry Griffiths | 5-9   | Tableau |
| 1979-1980 | Championnat d'Irlande                 | Belfast         | Dennis Taylor   | 15-21 | Tableau |
| 1979-1980 | Championnat du monde (2)              | Sheffield       | Cliff Thorburn  | 16-18 | Tableau |
| 1980-1981 | Championnat du Royaume-Uni            | Preston         | Steve Davis     | 6-16  | Tableau |
| 1981-1982 | Championnat d'Irlande (2)             | Coleraine       | Dennis Taylor   | 13-16 | Tableau |
| 1982-1983 | Masters d'Écosse                      | Glasgow         | Steve Davis     | 4-9   | Tableau |
| 1982-1983 | Championnat du Royaume-Uni (2)        | Preston         | Terry Griffiths | 15-16 | Tableau |
| 1984-1985 | Championnat du Royaume-Uni (3)        | Preston         | Steve Davis     | 8-16  | Tableau |
| 1984-1985 | Masters d'Irlande                     | Kill            | Jimmy White     | 5-9   | Tableau |
| 1984-1985 | Championnat d'Irlande (3)             | Belfast         | Dennis Taylor   | 5-10  | Tableau |
| 1985-1986 | Challenge Carlsberg                   | Dublin          | Jimmy White     | 3-8   | Tableau |
| 1985-1986 | Championnat d'Irlande (4)             | Belfast         | Dennis Taylor   | 7-10  | Tableau |
| 1986-1987 | Masters d'Écosse (2)                  | Glasgow         | Cliff Thorburn  | 8-9   | Tableau |
| 1986-1987 | Masters (3)                           | Londres         | Dennis Taylor   | 8-9   | Tableau |
| 1987-1988 | Open des Pays-Bas                     | Rotterdam       | Jonathan Birch  | 2-6   | Tableau |
| 1988-1989 | Tournoi de la WPBSA (épreuve 1)       | Leeds           | Gary Wilkinson  | 4-5   | Tableau |
| 1988-1989 | Grand Prix                            | Reading         | Steve Davis     | 6-10  | Tableau |
| 1989-1990 | Coupe de Hong Kong                    | Hong Kong       | Steve Davis     | 3-6   | Tableau |
| 1989-1990 | Open de Grande-Bretagne               | Derby           | Bob Chaperon    | 8-10  | Tableau |
| 1989-1990 | Coupe du monde                        | Bournemouth     | Canada          | 5-9   | Tableau |